# Canum Hoca Maomé Paxá
Canım Hoca Maomé Paxá (também conhecido como Canum Hoca nas fontes europeias) foi um almirante otomano do século XVIII que serviu três vezes como capitão-paxá (grão-almirante da marinha otomana).

## Vida
Originalmente um muçulmano da cidade fortaleza de Coroni no sudoeste do Peloponeso, Canım Hoca Maomé foi capturado pelos venezianos durante a Guerra da Moreia (1684–1699) e serviu 7 anos como uma galé escrava na frota veneziana, até ser resgatado por 100 ducados de ouro. Ele ocupou pela primeira vez a posição de capitão-paxá em dezembro de 1714, na eclosão da guerra com Veneza. Ele distinguiu-se nesta guerra por sua captura de Tinos, bem como seu tratamento humano dos cativos venezianos na Moreia, em forte contraste do comportamento brutal do grão-vizir, Siladar Damat Ali Paxá.
Numa batalha travada em 8 de julho de 1716, ele liderou a Marinha Otomana na tentativa fracassada de capturar Corfu, a principal das ilhas Jônias, então sob governo veneziano. Demitido de seu posto em fevereiro de 1717, readquiriu-o por alguns dias em 1730 e tornou-se novamente capitão-paxá em 1732, mantendo o posto até 1736.